# Ari Heikkinen
Ari Heikkinen (Vuolijoki, 8 aprile 1964) è un ex calciatore finlandese, di ruolo difensore.

## Carriera

### Nazionale
Ha giocato 51 partite in nazionale, segnando 1 goal.

## Palmarès

### Individuali
- Calciatore finlandese dell'anno:

1989 (secondo i giornalisti sportivi)